# Корво, Джо
Джо Ко́рво (англ. Joe Corvo; род. 20 июня 1977, Ок-Парк, штат Иллинойс) — профессиональный американский хоккеист, защитник.
На драфте НХЛ 1997 года был выбран в 4-м раунде под общим 83-м номером клубом «Лос-Анджелес Кингз». 1 июля 2006 года как неограниченно свободный агент подписал контракт с «Оттава Сенаторз». С 2007 по 2010 год выступал за команду «Каролина Харрикейнз».

## Достижения
- Серебряный призёр молодёжного чемпионата мира 1997

## Статистика
```
                                            
                                            --- Regular Season ---  ---- Playoffs ----
Season   Team                        Lge    GP    G    A  Pts  PIM  GP   G   A Pts PIM
--------------------------------------------------------------------------------------
1994-95  Omaha Lancers               USHL   40    4    9   13   12
1995-96  Western Michigan Universi   CCHA   41    5   25   30   38
1996-97  Western Michigan Universi   CCHA   32   12   21   33   85
1997-98  Western Michigan Universi   CCHA   32    5   12   17   93
1998-99  Hampton Roads Admirals      ECHL    5    0    0    0   15   4   0   1   1   0
1998-99  Springfield Falcons         AHL    50    5   15   20   32  --  --  --  --  --
2000-01  Lowell Lock Monsters        AHL    77   10   23   33   31   4   3   1   4   0
2001-02  Manchester Monarchs         AHL    80   13   37   50   30   5   0   5   5   0
2002-03  Los Angeles Kings           NHL    50    5    7   12   14  --  --  --  --  --
2002-03  Manchester Monarchs         AHL    26    8   18   26    8   3   0   0   0   0
2003-04  Los Angeles Kings           NHL    72    8   17   25   36  --  --  --  --  --
2004-05  Chicago Wolves              AHL    23    7    7   14   14  18   4   5   9  12
2005-06  Los Angeles Kings           NHL    81   14   26   40   38  --  --  --  --  --
2006-07  Ottawa Senators             NHL    76    8   29   37   42  20   2   7   9   6
2007-08  Ottawa Senators             NHL    51    6   21   27   18  --  --  --  --  --
2007-08  Carolina Hurricanes         NHL    23    7   14   21    8  --  --  --  --  --
2008-09  Carolina Hurricanes         NHL    81   14   24   38   18  18   2   5   7   4
2009-10  Carolina Hurricanes         NHL    34    4    8   12   10  --  --  --  --  --
2009-10  Washington Capitals         NHL    18    2    4    6    2   7   1   1   2   4
2010-11  Carolina Hurricanes         NHL    82   11   29   40   18  --  --  --  --  --
2011-12  Boston Bruins               NHL    75    4   21   25   13   5   0   0   0   0
2012-13  Carolina Hurricanes         NHL    40    6   11   17   14  --  --  --  --  --
--------------------------------------------------------------------------------------
         NHL Totals                        683   89  211  300  231  50   5  13  18  14

```